# Microprocessador

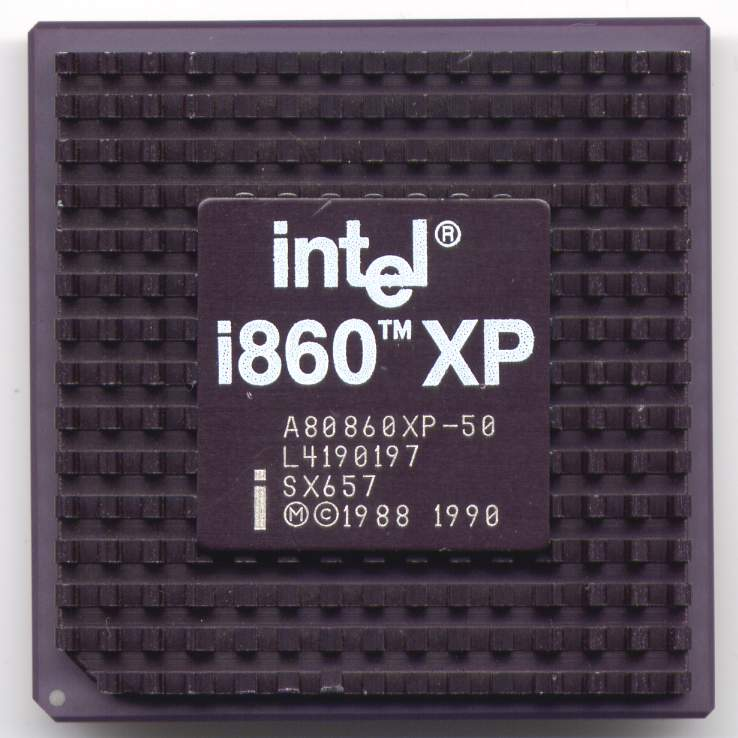
Intel-i860

Un microprocessador és un processador miniaturitzat fins al punt de fer possible de tenir un únic circuit integrat amb totes o la major part de les seves funcionalitats. Els primers microprocessadors van aparèixer al principi de la dècada del 1970 a les calculadores electròniques, utilitzaven una aritmètica BCD amb paraules de 4 bits. Alguns sistemes encastats utilitzaven microprocessadors de 4 i 8 bits com les terminals, les impressores, diversos tipus d'autòmats, etc. L'aparició dels microprocessadors de 8 bits amb adreçament de 16 bits a preus assequibles van portar a l'aparició del primer microordinador a mitjans de la dècada del 1970. S'encarrega de fer moltes tasques, i es pot considerar el "cervell" de l'ordinador.
Durant força temps els microprocessadors foren construïts amb un ordre d'integració d'uns pocs centenars de transistors. La integració d'una CPU sencera en un únic circuit Circuit integrat a molt gran escala (VLSI) va reeixir a reduir molt el cost del processament. El continuat augment de la capacitat de procés dels microprocessadors va fer possible l'aparició de noves formes d'ordinadors deixant obsolets els anteriors, amb un o més microprocessadors com a element de procés des dels petits sistemes encastats i els ordinadors de butxaca fins als mainframes i els supercomputadors.
Des de l'inici de la dècada del 1970 l'increment de la capacitat de procés dels microprocessadors ha seguit la Llei de Moore, que indicava que la capacitat d'integració dels microprocessadors, el nombre equivalent de transistors, es duplicaria cada 18 mesos. Al final del segle xx van començar a aparèixer factors limitadors com la capacitat de dissipació de la calor produïda o el trencament del paral·lelisme entre la capacitat d'integració i la capacitat de procés.

## Prestacions

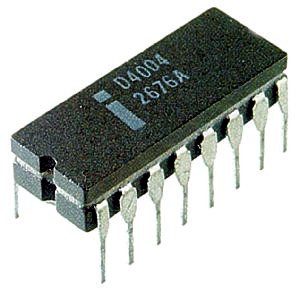
Imatge d'una versió moderna del microprocessador Intel 4004.

Fins al primers anys de la dècada del 1970 els diferents components electrònics que formaven un processador no podien ser a un únic circuit integrat, era necessari utilitzar dos o tres "xips" per tal de fer una CPU (un era l'"ALU"- Arithmetical Logic Unit, l'altre la "Control Unit", l'altre el "Register Bank", etc..). El 1971 la companyia Intel va aconseguir per primer cop de posar tots els transistors que constituïen un processador sobre un únic circuit integrat, el "4004", naixia el microprocessador.
La miniaturització ha permès:

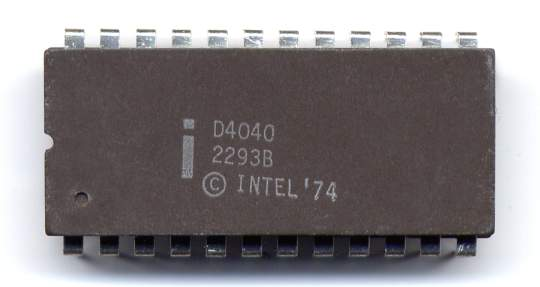
Intel-D4040

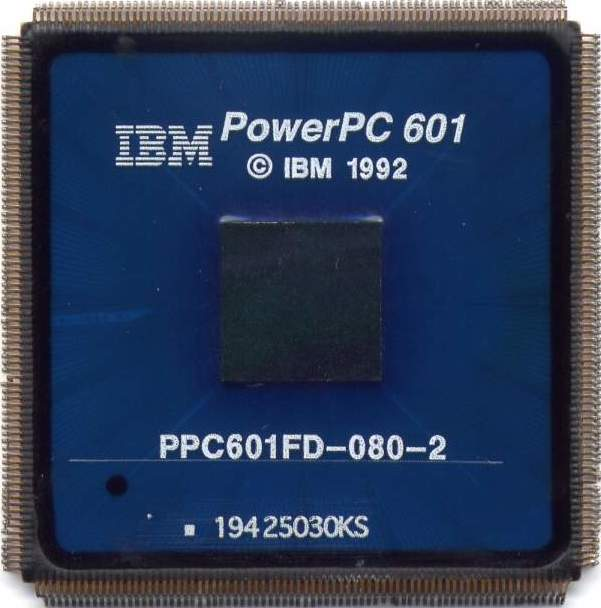
IBM-PowerPC-601

- Augmentar la freqüència de funcionament del processador, atès que les distàncies entre els components són més petites.
- Reduir el cost en tenir un únic circuit en comptes de diversos.
- Crear ordinadors força petits: els microordinadors.

Tanmateix, passar certs components a semiconductor no ha estat una tasca mancada de problemes.
Les principals característiques d'un microprocessador són:
- El joc d'instruccions que pot executar. Alguns exemples d'instruccions que pot executar un microprocessador serien: sumar dos nombres, comparar dos nombres per tal de determinar si són iguals, comparar dos nombres per tal de determinar quin dels dos és més gran, executar un subprograma. Un processador pot executar diverses dotzenes d'instruccions diferents.

- La complexitat de la seva arquitectura. Es mesura pel nombre de transistors continguts al microprocessador. Com més transistors contingui, més instruccions podrà executar en un segon.

- El nombre de bits que el microprocessador pot tractar en una instrucció. Els primers microprocessadors no podien sumar nombres de més de 4 bits en una instrucció. Per tant, havien d'executar diverses instruccions per tal de poder sumar nombres de 32 o de 64 bits. Els microprocessadors actuals (2008) poden treballar amb nombres de 64 bits en una única instrucció.

- La velocitat màxima de rellotge que admet. El rol del rellotge consisteix a determinar la cadència, el ritme, del treball del microprocessador. A més velocitat de rellotge més instruccions per segon pot completar el microprocessador.

Tot l'anterior és teòric, a la pràctica, segons l'arquitectura del processador, el nombre de cicles de rellotge necessaris per a completar una operació elemental pot variar des d'un fins a diverses desenes per unitat d'execució. Per exemple, un processador a 400 MHz pot ser més ràpid que un altre a 1 GHz, tot dependrà de les seves arquitectures respectives.
La combinació de les característiques precedents determina la potència d'un microprocessador, aquesta potència s'expressa en MIPS (Milions d'instruccions per segon), els processadors actuals (2008) poden completar més de 59.000 milions d'instruccions per segon.

### Funcionament
Els microprocessadors funcionen segons la cadència que determina un rellotge, un senyal regular ràpid que imposa el ritme de funcionament del circuit i eventualment assegura la sincronització amb altres components com podria ser la memòria. A mitjans de la dècada del 1980 els microprocessadors funcionaven de 4 a 8 MHz mentre que el 2004 la velocitat arribava a 4 GHz als models comercials. Com més gran sigui la velocitat del rellotge més gran serà la velocitat de processament de les instruccions dels programes, però l'augment de la velocitat de rellotge presenta alguns inconvenients a tenir en consideració, a mesura que el processador treballa més ràpid consumeix més electricitat i s'escalfa més.
Els microprocessadors actuals s'han optimitzat per executar més d'una instrucció per cicle de rellotge, es tracta de microprocessadors amb diverses unitats d'execució en paral·lel, a més han estat dotats de sistemes que s'anticipen a les instruccions següents gràcies a l'ajut de l'estadística.
A la cursa per la potència de procés hi ha hagut dos mètodes d'optimització en competició:
1. La tecnologia de conjunt d'instruccions simplificat (RISC, Reduced Instruction Set Computer), molt ràpida amb les instruccions simples de mida estandarditzada, fàcil de fabricar i que pot augmentar la velocitat de rellotge sense massa dificultats tècniques.
2. La tecnologia CISC (Complex Instruction Set Computer), a la que cada instrucció complexa requereix més cicles de rellotge per se executada però que disposa al seu nucli de moltes instruccions precablejades.

Amb la disminució de la mida dels xips i l'enorme acceleració de les freqüències de rellotge que s'han assolit, la distinció entre RISC i CISC gairebé ha desaparegut. Allà on abans havia famílies de processadors ben diferenciades, avui s'observa que hi ha microprocessadors amb una estructura interna RISC que aporta potència però mantenint la compatibilitat amb una utilització de tipus CISC, en part gràcies a la utilització de memòries cau. En seria un exemple la família Intel x86, que ha fet una discreta transició entre una organització inicial típica CISC cap a un nucli RISC molt ràpid que es recolza sobre un sistema simultani de rearranjament del codi.

### Estructura d'un microprocessador
La unitat central d'un microprocessador és composta essencialment per: 
- Una unitat aritmètica i lògica (ALU, Arithmetic logic unit) que s'encarrega de fer les operacions
- Uns registres que permeten guardar de dades temporalment
- Una unitat de control que comanda el conjunt del microprocessador en funció de les instruccions del programa

Alguns registres tenen un paper molt especial:
- El registre indicador d'estat (flags), aquest registre indica l'estat del microprocessador en tot moment, només pot ser llegit
- El comptador de programa (PC, Program Counter), conté l'adreça de la següent instrucció a executar
- L'apuntador a la pila (SP, Stack Pointer), és l'apuntador a una zona especial de la memòria denominada pila on hi ha els arguments dels subprogrames i les adreces de retorn.

Només el comptador de programa és imprescindible, hi ha algun processador sense registre d'estat o sense apuntador a la pila
La unitat de control es pot descompondre en:
El registre d'instrucció, memoritza el codi de la instrucció a executar
El descodificador, que descodifica la instrucció
El seqüenciador que executa la instrucció, és qui comanda el conjunt del microprocessador.

### Arquitectura
El microprocessador té una arquitectura semblant a un ordinador digital ja que ambdós realitzen càlculs sota un programa de control. Conseqüentment, la història de l'ordinador digital ajuda a entendre el microprocessador. A més a més va fer possible la fabricació de potents calculadores i de molts altres productes. El microprocessador utilitza el mateix tipus de lógica que s'utilitza a la unitat processadora central (CPU) d'un ordinador digital. La seva arquitectura es pot dividir en diverses parts: 
- Encapsulat: Part que envolta la oblia en sí per donar-li consistència, impedir el seu deteriorament (per exemple, per oxidació) i permetre l'enllaç amb els connectors externs que ho acoblaran al seu sòcol de la placa base.
- Memòria cau o cache: És una memòria ultraràpida que utilitza el processador per a tenir abast directe a certes dades que "previsiblement" seran utilitzats en les següents operacions sense haver d'acudir a la memòria RAM, reduint així el temps d'espera per a l'obtenció de dades. Tots els microprocessadors compatibles amb PC tenen l'anomenada cache interna de primer nivell o L1; és a dir, la que està dins del micro, encapsulada al seu costat. Els micros més moderns (Core i3, Core i5, Core i7, etc.) inclouen també un altre nivell de cache més gran, tot i que menys ràpida, és la cache de segon nivell o L2 i inclús hi ha amb memòria cache de nivell 3 o L3.
- Coprocessador matemàtic: És la part del micro especialitzada en els càlculs matemàtics. Antigament estava a l'exterior del processador en un altre xip però avui en dia aquesta part és considerada com una part "lògica" juntament amb els registres, la unitat de control, la memòria i el bus de dades.
- Registres: Són bàsicament un tipus de memòria petita amb objectius especials que el micro té disponible per alguns usos particulars. Hi ha diferents grups de registres en cada processador. Un grup de registres està dissenyat per al control del programador i hi ha altres que no són dissenyats per ser controlats pel processador però que la CPU els utilitza en algunes operacions. En total són 32 registres.
- Memòria: És on el processador troba les instruccions dels programes i les seves dades. La memòria és una part interna de l'ordinador i la seva funció essencial és proporcionar un espai d'emmagatzematge per al treball que s'està duent a terme.
- Ports: És la manera en que el processador es comunica amb el mon extern. Un port és anàleg a una línia de telèfon. Qualsevol part del circuit de l'ordinador amb el qual el processador necessita comunicar-se té assignat un "número de port" que el processador utilitza com si fos un número de telèfon per a trucar circuits o parts especials.

## Història
| Processador            | Nombre de transistors | Any  | Fabricant        |
| ---------------------- | --------------------- | ---- | ---------------- |
| Intel 4004             | 2300                  | 1971 | Intel            |
| Intel 8008             | 2500                  | 1972 | Intel            |
| Intel 8080             | 4500                  | 1974 | Intel            |
| 6502                   | 5000                  | 1975 | MOS Technology   |
| Intel 8088             | 29.000                | 1979 | Intel            |
| Motorola 68000         | 68.000                | 1979 | Motorola         |
| Intel 80286            | 134.000               | 1982 | Intel            |
| Intel 80386            | 275.000               | 1985 | Intel            |
| Intel 80486            | 1.200.000             | 1989 | Intel            |
| Pentium                | 3.100.000             | 1993 | Intel            |
| AMD K5                 | 4.300.000             | 1996 | AMD              |
| Pentium II             | 7.500.000             | 1997 | Intel            |
| AMD K6                 | 8.800.000             | 1997 | AMD              |
| Pentium III            | 9.500.000             | 1999 | Intel            |
| AMD K6-III             | 21.300.000            | 1999 | AMD              |
| AMD K7                 | 22.000.000            | 1999 | AMD              |
| Pentium 4              | 42.000.000            | 2000 | Intel            |
| Itanium                | 25.000.000            | 2001 | Intel            |
| Barton                 | 54.300.000            | 2003 | AMD              |
| Intel Pentium M        | 77.000.000            | 2003 | Intel            |
| AMD K8                 | 105.900.000           | 2003 | AMD              |
| Itanium 2              | 220.000.000           | 2003 | Intel            |
| Itanium 2 (9 MB Cache) | 592.000.000           | 2004 | Intel            |
| Cell                   | 241.000.000           | 2006 | Sony/IBM/Toshiba |
| Core 2 Duo             | 291.000.000           | 2006 | Intel            |
| Core 2 Quad            | 582.000.000           | 2006 | Intel            |
| G80 (GPU)              | 681.000.000           | 2006 | NVIDIA           |
| Power6                 | 789.000.000           | 2007 | IBM              |
| Dual-Core Itanium 2    | 1.700.000.000         | 2006 | Intel            |

La invenció del microprocessador és una mica controvertida, sembla acceptat que la paternitat del primer microprocessador comercial correspon a Intel, es tracta de l'Intel 4004, que va aparèixer el 15 de novembre del 1971, un microprocessador de 4 bits creat per Federico Faggin i Marcian Hoff. Tanmateix hi va haver dos altres projectes més o menys coetanis que es disputen haver estat el primer, es tracta del TMS 1000 de Texas Instruments i el Central Air Data Caomputer (CADC) de Garrett Systems. Texas Instruments va desenvolupar el TMS 1000 de 4 bits i el 17 de setembre del 1971 va introduir el TMS1802NC que implementava una calculadora en un xip. Per la seva banda el desenvolupament del CADC es va completar el 1970 per encàrrec de la US Navy i va passar a formar part del F-14 Tomcat, però es va considerar un disseny massa avançat i es va prohibir la seva publicació, per això no va ser conegut fins al 1998.

### Microprocessadors de 8 bits
A l'Intel 4004 va seguir el 1972 l'Intel 8008, un microprocessador de 8 bits que va ser concebut per encàrrec i destinat a ser utilitzat a controladors gràfics en mode text, però a parer del client que l'havia demanat no va resultar prou ràpid i va esdevenir un microprocessador de propòsit general. Aquests dos processadors són els precursors de l'Intel 8080 aparegut el 1974, del Zilog Z80 fabricat per Zilog el 1976 i del que més tard seria la família x86 que debutaria amb l'Intel 8086 el 1978.
El Motorola 6800 va aparèixer l'agost del 1974, la seva arquitectura va ser millorada al MOS Technology 6502 del 1975, rival en popularitat del Z80 durant la dècada del 1980.
Tant el Z80 com el 6502 van incidir en el baix cost a partir de la combinació d'una mida petita, un bus de dades simple i la inclusió de circuits que habitualment anaven per separat. Tot això va fer possible la revolució de l'ordinador domèstic que es va produir a principis de la dècada del 1980 amb l'aparició de màquines com el Sinclair ZX81 (aparegut el 1981 a un preu de 99 dòlars) o el Commodore 64 (1982).
Un altre dels primers dissenys de 8 bits que va generar un cert interès a causa de la seva innovadora i potent arquitectura del conjunt d'instruccions va ser el Signetics 2650, que va aparèixer el 1975.
El 1982 la companyia Western Design Center (WDC) va introduir el CMOS 65C02 i va llicenciar el disseny a diverses empreses esdevenint el nucli de l'ordinador personal Apple IIc i Iie, d'estimuladors cardíacs i desfibril·ladors, aplicacions a la indústria de l'automoció i electrònica de consum. WDC va ser la pionera a desenvolupar una política de llicenciament que va ser seguida després per ARM i altres proveïdors de microprocessadors al llarg de la dècada del 1990.
El 1978, Motorola va revolucionar el món dels 8 bits en introduir el Motorola 6809, un dels dissenys més potents però també dels més complexos. A partir d'aquest moment l'augment de la complexitat farà que el microcodi reemplaci la lògica cablejada a tots els microprocessadors més potents que el MC6809.
Un microprocessador que va fer escola al món dels vols espacials va ser el RCA 1802 (també conegut com a CDP1802 i RCA COSMAC), introduït el 1976 i que va ser utilitzat per la NASA als vols dels programes Voyager i Viking i a la sonda Galileo. El RCA 1802 va ser el primer a implementar la tecnologia C-MOS i va ser escollit per la NASA gràcies al seu petit consum elèctric i al seu procés de fabricació (Silicon on sapphire) que assegurava una millor protecció contra la radiació còsmica i les descàrregues electroestàtiques que els altres de l'època.
El RCA 1802 va ser el que s'anomena un disseny estàtic, que significa que la freqüència del rellotge pot ser minvada i fins i tot posada a zero a conveniència. Això permetia una mínima utilització d'energia elèctrica durant llargs períodes del viatge durant els quals no era necessària la seva utilització. Els temporitzadors i els sensors permetien despertar el processador en augmentar la freqüència del rellotge quan era necessari per a tasques de correccions de navegació, control, comunicacions, etc.

### Microprocessadors de 16 bits
El primer microprocessador de 16 bits fou el IMP-16 de National Semiconductor, del 1973, compost per diversos circuits integrats que utilitzaven la tecnologia MOSFET.
El primer microprocessador de 16 bits en un únic circuit integrat, el TMS 9900, va ser presentat per Texas Instruments el 1976. Una evolució d'aquest xip va ser el TMS 9980, dissenyat per competir amb el 8080 d'Intel, posteriorment van arribar els TMS 9995, 99105 i 99110.
El 1984 la companyia Western Design Center (WDC) va presentar el WDC 65816/65802, una evolució de 16 bits del WDC 65C02. Aquest xip va ser utilitzat com el nucli de l'Apple IIg i més tard a la consola Super Nintendo.
Per la seva banda, Intel va seguir un camí diferent, va ampliar el seu 8080 per convertir-lo en un microprocessador de 16 bits, l'Intel 8086, el primer membre de la família x86 que va ser utilitzada als ordinadors compatibles amb els PC's d'IBM. La idea d'Intel fou la de poder portar codi utilitzat als 8080 i això li va reportar un gran èxit comercial. Una versió posterior, el 8088, que utilitzava un bus extern de 8 bits, va ser el processador del primer PC d'IBM, el model 5150. Després vindrien el 80186, el 80286 i el 1985 el 80386, ja de 32 bits, que cimentarien el domini d'Intel en el mercat dels PC's gràcies a la compatibilitat de codi entre els diferents models.

### Microprocessadors de 32 bits

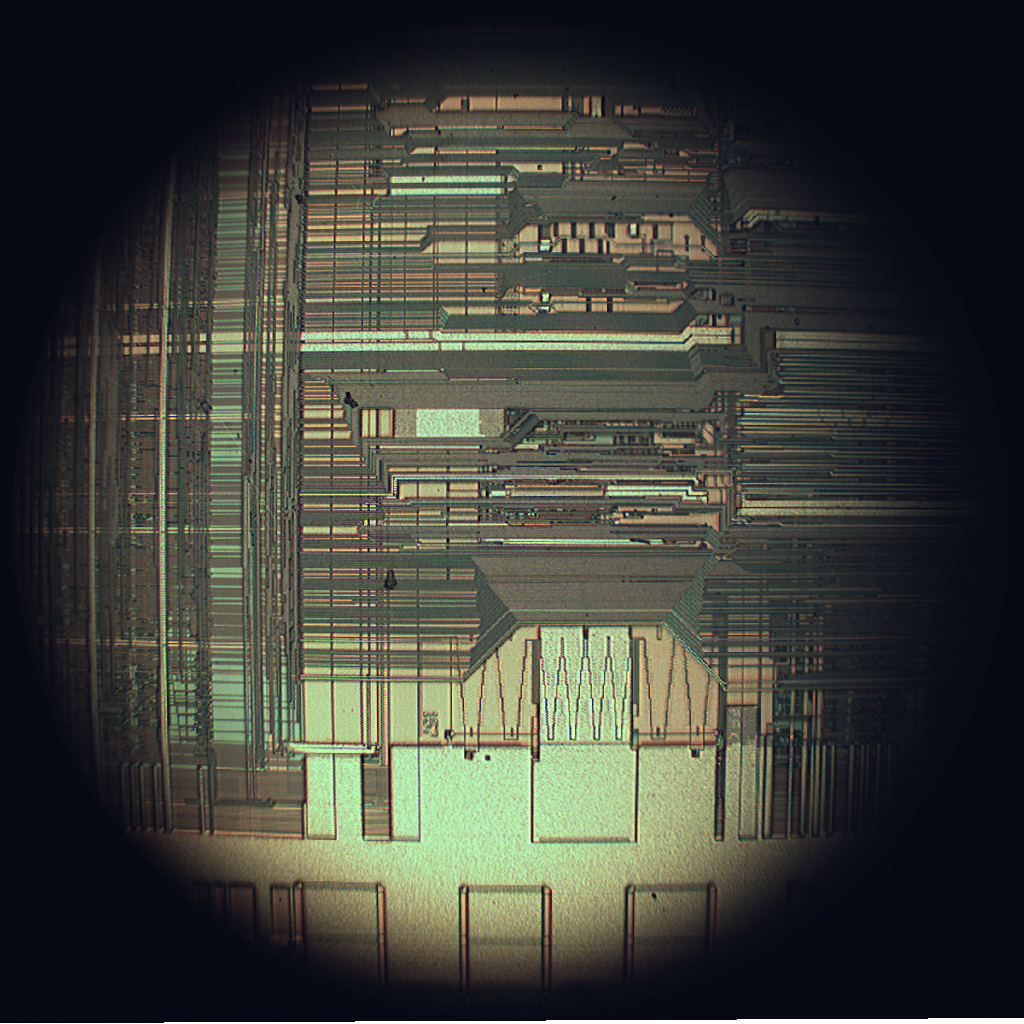
Capes d'interconnexió d'un Intel 80486 DX2.

Els microprocessadors de 16 bits van romandre al mercat poc temps a partir del moment que van començar a aparèixer els dissenys de 32 bits. Un dels més importants va ser el Motorola 68000 que va ser presentat el 1979, tenia registres de 32 bits (però internament utilitzava 16), un bus extern de dades de 16 bits per tal de reduir el nombre de pins i suportava adreçaments de 24 bits. Motorola el descrivia habitualment com un processador de 16 bits tot i tractar-se clarament d'una arquitectura de 32. La combinació d'alta velocitat, gran espai de memòria (16 megabytes (224)) i baix preu el feren la CPU més popular de la seva classe. Els PC's Apple Lisa i Apple Macintosh van ser dissenyats a partir del 68000 i també va formar part d'altres ordinadors com l'Atari ST o el Comodore Amiga.
El primer microprocessador totalment de 32 bits fou el BELLMAC-32A creat pels Bell Labs (llavors en mans d'AT&T) el 1980 i fabricat a partir de 1982. Després de la divisió d'AT&T el 1984, Bell Labs va passar a mans de Western Electric i va ser rebatejat com a WE 32000, després vas aparèixer les generacions WE 32100 i WE 32200. Van ser utilitzats als miniordinadors 3B5 i 3B15 d'AT&T, al 3B2 (la primera supermicrocomputadora), al "Companion" (el primer ordinador portàtil) i a l'Alexander (la primera supermicrocomputadora de la mida d'un llibre, amb cartutxos de memòria similars a les consoles de joc actuals); tots aquests sistemes utilitzaven el UNIX System V com a sistema operatiu.
El primer microprocessador Intel de 32 bits fou l'Intel iAPX 432, presentat el 1981, però que no va tenir èxit comercial. Tenia una arquitectura orientada a objectes protegida però una pobre eficiència en comparació a les arquitectures de la competència com el Motorola 68000.
L'èxit de Motorola amb el 68000 va portar a l'aparició del 68010 que va afegir memòria virtual. El 68020, totalment de 32 bits, va ser presentat el 1985 i va esdevenir molt popular en el mercat d'ordinadors basats en Unix. Va ser seguit pel 68030 que afegia MMU dins del xip, la família 68000 va esdevenir el processador per a tot el que no treballava sota DOS. Després vindria el 68040 que afegia una FPU (unitat de coma flotant) per millorar les operacions matemàtiques. El 68050 no va ser presentat al mercant en no arribar a assolir els seus objectius i el 68060 va sortir a la venda en un moment en què el mercat era saturat per dissenys RISC més ràpids, això va comportar la desaparició del 68000 de les màquines de sobretaula durant els primers anys de la dècada de 1990.
Durant els primers anys de la dècada del 1980 la companyia National Semiconductor va presentar un microprocessador internament de 32 bits però amb un patillatge de 16 anomenat NS16032 (més tard 32016), més tard arribaria la versió totalment de 32 bits anomenada NS32032 i una línia industrial OEM per a microcomputadores industrials. A mitjans dels anys 80 Sequent Computer Systems va presentar el primer ordinador multiprocessador simètric (SMP) utilitzant el NS32032.
El MIPS R2000 del 1984 i el R3000 del 1989 es basaven en microprocessadors RISC de 32 bits i van tenir força èxit. Van ser utilitzats en estacions de treball i servidors com els de la companyia Silicon Graphic.
Un altre disseny interessant va ser el Zilog Z8000, que va arribar massa tard al mercat i va desaparèixer ràpidament.
Entre el 1985 i el 2003 les arquitectures de 32 bits x86 van anar incrementant el seu domini en el mercat dels ordinadors de sobretaula, dels portàtils i dels servidors alhora que augmentaven la seva velocitat i les seves capacitats. Intel va llicenciar les primeres versions a altres companyies però no ho va fer amb el Pentium, i això va obligar AMD i Cyrix a fer els seus propis dissenys. Durant aquest període els processadors van augmentar en complexitat (el seu nombre de transistors) fins a un factor de 1000. El Pentium d'Intel és probablement el microprocessador més famós i conegut de l'arquitectura de 32 bits.

### Microprocessadors de 64 bits

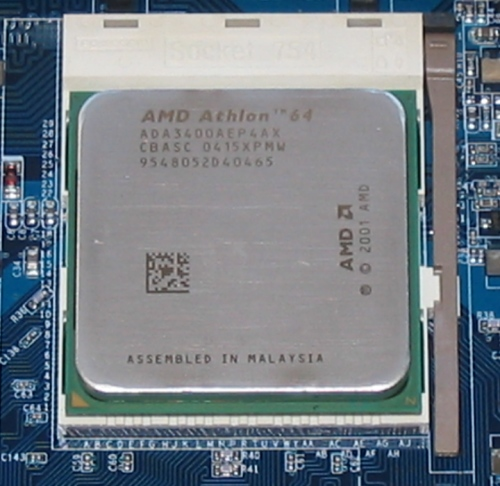
L'AMD Athlon 64 (2003), el primer microprocessador de 64 bits compatible amb l'arquitectura x86.

La utilització de microprocessadors de 64 bits va començar a principis de la dècada del 1990 en els equips de gamma alta (servidors i estacions de treball), però no va ser fins als primers anys de la dècada del 2000 que es van introduir al mercat dels ordinadors personals.
El setembre del 2003 AMD va introduir una arquitectura de 64 bits compatible amb l'arquitectura x86, el x86-64 que ara rep el nom d'AMD64. El primer microprocessador de la nova arquitectura va ser el Opteron, adreçat al mercat dels servidors que va aparèixer el 22 d'abril del 2003, el 23 de setembre del mateix any el seguiria l'Athlon, que seria el primer adreçat al mercat del PC.
La resposta d'Intel va ser el IA-32e (anomenat EM64T Extended Memory 64 Technology a partir del 2004 i Intel 64 a partir del 2006) també compatible amb la IA-32 (Intel Architecture 32 bits). En aquest cas va ser Intel qui va adoptar l'arquitectura desenvolupada per AMD, més tard desenvoluparia una altra arquitectura de 64 bits, que presentaria el 2007 sota el nom d'Itanium, però que no seria compatible amb la x86.
Aquests microprocessadors compatibles amb x86 podien executar el codi de les antigues aplicacions de 32 bits sense problemes de velocitat i també el codi dels nous programes de 64 bits. Només alguns sistemes operatius com Windows XP Professional x64 Edition, Windows Vista x64, Linux, BSD o Mac OS X podien executar codi natiu de 64 bits, i aprofitar al màxim les potencialitats d'aquests microprocessadors. De la mateixa manera que només ho podien fer els programes especialment concebuts per a arquitectures de 64 bits. Canviar a la nova arquitectura suposa molt més que incrementar el nombre de registres de l'arquitectura IA-32, també es dobla el nombre de registres de propòsit general.

### Microprocessadors de diversos nuclis

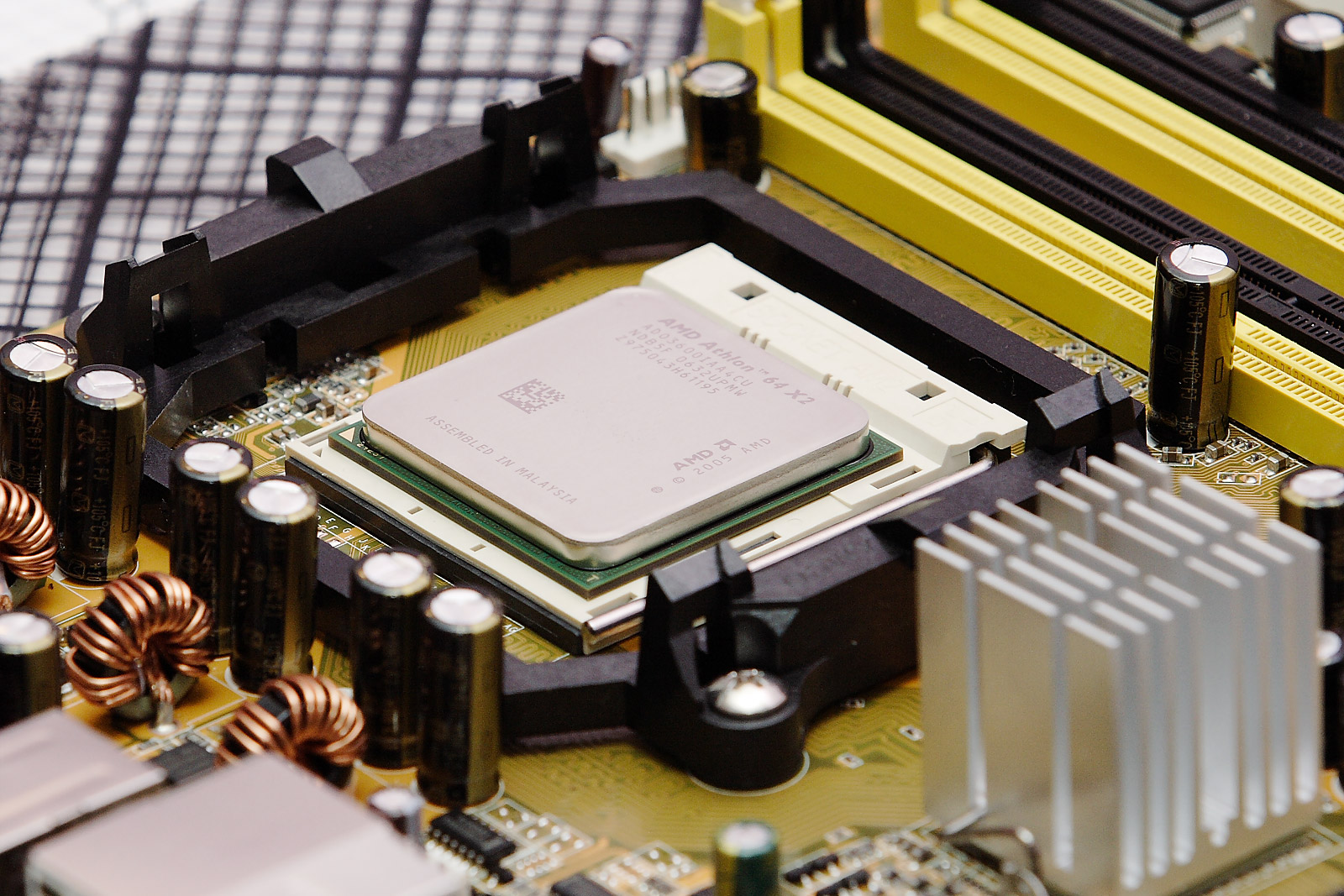
Imatge del microprocessador AMD Athlon 64 X2 3600 Dual core

Una via alternativa per tal de millorar la capacitat de procés d'un ordinador és afegir processadors addicionals, com el cas dels dissenys de multiprocessament simètric que van ser populars en els servidors i les estacions de treball des dels primers anys de la dècada del 1990. Seguint la llei de Moore els fabricants de xips han anat aproximant-se als límits físics de la tecnologia, de manera que han buscat altres vies per millorar el rendiment per tal de mantenir el ritme de llançament de nous productes al mercat.
Un processador multi nucli (multi-core) és com un xip que conté més d'un nucli de microprocessador, multiplicant de manera efectiva el rendiment potencial amb l'increment del nombre de nuclis (en tant que els sistemes operatius i el programari siguin dissenyats per aprofitar els avantatges d'aquesta arquitectura multi-nucli). Alguns components com la interfície del bus i el segon nivell de memòria cau poden ser compartits entre diversos nuclis. Gràcies al fet que els nuclis són físicament molt propers els uns dels altres es poden comunicar a una velocitat més gran millorant el rendiment del sistema resultant en comparació als sistemes multiprocessador discrets.
L'any 2005 AMD va anunciar la sortida del primer sistema comercial de doble nucli que es produiria de manera massiva, el 2007 aquest tipus de processadors de dos nuclis ja era àmpliament utilitzat en servidors, estacions de treball i ordinadors personals, mentre que els de quatre nuclis s'utilitzaven en aplicacions de gamma alta, tant en entorns professionals com domèstics.
Sun Microsystems va presentar el Niagara i el Niagara 2, ambdós amb un disseny de vuit nuclis, el segon amb més threads i operant a 1,6 GHz.
Els processadors Xeon de gamma alta d'Intel que es munten al sòcol LGA771 són de doble nucli, com també és el cas dels Intel Core 2 Extreme QX9775 que s'utilitzen en els Mac Pro d'Apple i en la placa mare Intel Skulltrail d'Intel.

### Microprocessadors RISC

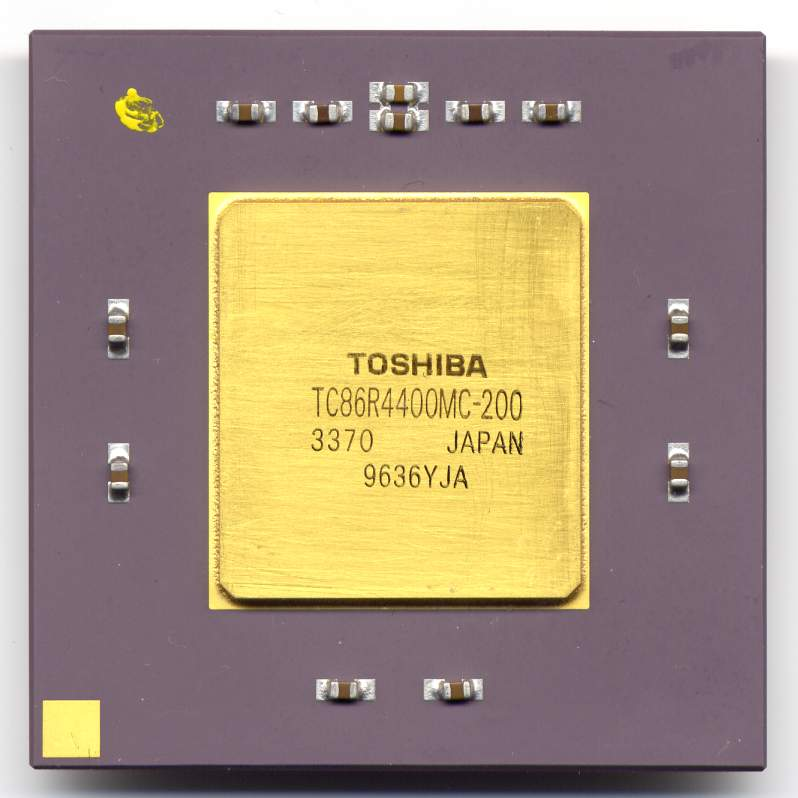
Imatge de l'R4400, un microprocessador RISC d'arquitectura MIPS fabricat per Toshiba

Entre la segona meitat de la dècada del 1980 i els primers anys de la dècada del 1990 va aparèixer una nova sèrie de microprocessadors RISC (Reduced Instruction Set Computer) d'altes prestacions, desenvolupada a UC Berkeley, al principi van ser utilitzats principalment en màquines de propòsit especial com els sistemes encastats i en estacions de treball equipades amb variants del sistema operatiu Unix. Però també van acabar sent utilitzats en altres aplicacions i el sistema RISC es va difondre fins i tot als processadors d'Intel, que integraven internament una arquitectura RISC que utilitzava una capa d'emulació per seguir la compatibilitat amb el codi x86 que era de tipus CISC (Complex Instruction Set Computer)
El concepte RISC havia aparegut al món dels supercomputadors des de la darreria de la dècada del 1960 (CDC 6600), però els primers projectes que vas portar al desenvolupament d'un microprocessador d'aquest tipus serien els Berkeley RISC i el MIPD de la Universitat Stanford. El primer disseny comercial va ser llançat per MIPS Technologies i fou l'R2000, un sistema de 32 bits d'arquitectura MIPS derivada de la desenvolupada a Stanford. Li va seguir l'R3000 que va millorar les prestacions, i l'R4000 que ja fou un disseny de 64 bits. La competència entre els diferents projectes va produir com a resultat els sistemes IBM POWER i Sun SPARC. Aviat els principals fabricants es van dedicar a produir dissenys RISC: AT&T CRISP, AMD 29000, Intel i860 e Intel i960, Motorola 88000, DEC Alpha i el PA-RISC de Hewlett-Packard.
La guerra entre els diferents microprocessadors ha fet desaparèixer del mercat gairebé totes les famílies RISC, solament el PowerPC d'IBM i el SPARC de Sun Microsystems continuen en actiu però restringits al món dels servidors i dels supercomputadors. Els MIPS van ser utilitzats fins a l'any 2006 per Silicon Graphics a alguns dels seus sistemes, tot i que la seva utilització principal ha estat en sistemes encastats (embeddeds). Algunes companyies com ARM Ltd han seguit un altre camí, inicialment l'arquitectura ARM van ser dissenyada per a produir processadors per a ser utilitzats als ordinadors personals, però als pocs anys aquesta companyia va canviar d'orientació i va enfocar la seva activitat vers el mercat de processadors de baix consum per a aplicacions encastades, un mercat amb una gran demanda que ara està dominat per MIPS, ARM i PowerPC.

## Microprocessadors especials
El terme microprocessador s'ha aplicat tradicionalment a una CPU mono o multi-xip o també a un SoC (System-on-a-chip), però al llarg dels anys han anat apareixent una sèrie de diferents tipus de dispositius de procés que presenten moltes afinitats amb els microprocessadors. Exemples d'aquests dispositius en serien els microcontroladors, els processadors digitals de senyals (també coneguts com a DSP, Digital Signal Processor) o les unitats de procés gràfic (GPU, Graphics Processing Unit). Molts exemples dels sistemes que serien dins d'aquesta categoria presenten poques capacitats de programació o manquen totalment, com en el cas de les GPU que es van desenvolupar als anys 90, que no eren programables i només recentment han estat dotades de certes possibilitats de programació. No hi ha un consens general sobre la definició de què és un microprocessador, però és habitual assumir que es tracta d'una CPU de propòsit general i no una CPU limitada.
El RCA 1802 era un microprocessador de 8 bits especialitzat, no perquè fos limitat respecte a les seves capacitats de programació, sinó perquè estava dissenyat per a aplicacions espacials i tenia característiques particulars. El sistema podia variar la freqüència de funcionament de manera arbitrària fins a arribar a 0 Hz, en mode d'aturada completa. Les sondes Voyager, Viking i Galileo portaven aquest processador de manera que per consumir la menor quantitat possible d'electricitat el posaven en mode d'aturada durant el viatge. Els temporitzadors i els sensors s'ocupaven d'elevar la freqüència quan era necessari que el sistema processés dades per a la navegació, el control d'òrbita, la captura de dades o la comunicació.

## Fabricació

### Processador de silici
El processador de fabricació d'un microprocessador és molt complex. El silici necessari per construir-lo acostuma a extraure's de la sorra (composta bàsicament de quars, és a dir diòxid de silci), amb el que es fabrica un monocristall d'uns 20 x 150 centímetres. Per a fer-ho primer s'ha de fondre el material en qüestió a alta temperatura (1370 °C) y molt lentament (10 a 40 mm per hora) y així es va formant el cristall.

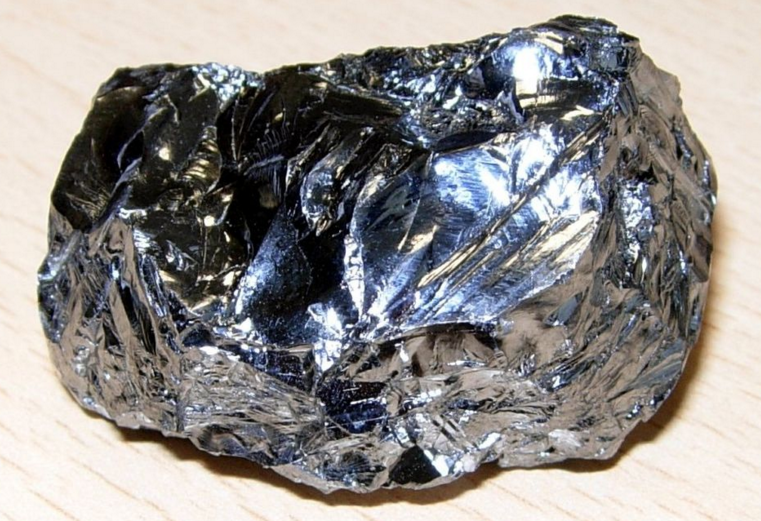
Silici

D'aquest cristall, de cents de quilos, es tallen els extrems i la superfície exterior per a obtenir un cilindre perfecte. Després el cilindre es talla en oblies de 10 micres de gruix (la décima part del gruix d'un pèl humà) utilitzant una serra de diamant. De cada cilindre s'obtenen mils d'oblies, y de cada oblia es fabriquen varis centenars de microprocessadors.
Aquestes oblies són polides fins a obtenir una superfície perfectament plana, passant per un procés annomenat "annealing", que consisteix en sotmetre-les a una escalfor estrema per a eliminar qualsevol defecte o impuresa que pugui haver arribat a aquesta instància. Després d'una supervisió mitjançant làsers capaç de detectar imperfeccions menors a un milésima de micra, es cobreixen amb una capa aïllant formada per òxid de silici transferit mitjançant deposicions de vapor.
D'aquí en endavant comença el procés del "dibuix" dels transistors que conformaràn cada microprocesador. Tot i ser molt complex y precís bàsicament consisteix en la "impressió" de successives màscares sobre l'oblia, succeint la deposició y eliminació de capes finíssimes de materials conductors, aïllants i semiconductors, endurides mitjançant la llum ultraviolada y atacada per àcids encarregats d'eliminar les zones no cobertes per la impressió. Després de molts altres pasos, entre els que trobem la creació de substrat, l'oxidació, la litografía, el gravat, la implantació iónica y la deposició de capes; s'arriba a un complex conjunt d'elements que contenen tots els circuits interconnectats del microprocessador.
Un transistor construït amb tecnologia de 45 nanòmetres té una amplada equivalent a uns 200 electrons. Això dona una idea de la precisió absoluta que es necessita al moment d'aplicar cada una de les màscares utilitzades durant la fabricació.

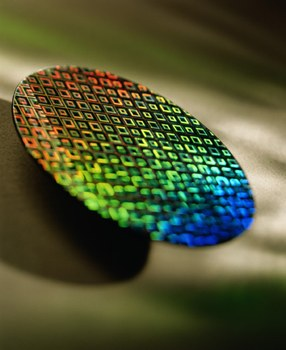
Oblia de silici gravada.

Els detalls d'un microprocessador són tan petits i precisos que una miqueta de pols pot destruir un grup de circuits. Les sales utilitzades per a la fabricació de microprocessadors es denominen sales netes, ja que l'aire d'aquestes se sotmet a un filtrat exhaustiu i està pràcticament lliure de pols. Les sales netes més pures de l'actualitat es denominen de classe 1. La xifra indica el número màxim de partícules majors a 0,12 micres que pot haver-hi en 0,028 metres cúbics. Com a comparació, una casa normal sería de classe 1 milió. Els treballadors d'aquestes plantes utilitzen tratges estèrils per evitar que restes de la pell, pols o cabell es desprenguessin del seu cos.
Una vegada que la oblia ha passat per tot el procés litogràfic, té "gravats" en una superfície varius cents de microprocessadors, dels quals és qüestionada la seva integritat abans de ser tallats. Es tracta d'un procés òbviament automatitzat, y que acaba amb una oblia que té gravades algunes marques que es troben en algun microprocessador defectuós.
La majoría dels errors es donen a les vores de la oblia, tenint com a resultat xips capaços de funcionar a velocitats menors que els del centre de la oblia o simplement amb característiques desactivades, tals com núclis. Després la oblia és tallada i cada xip individualitzat. En aquesta etapa del procés el microprocesador és una petita placa d'un pocs mil·límetres quadrats, sense pins ni càpsula protectora.
Cada una d'aquestes plaques serà dotada d'una càpsula protectora plàstica (en alguns casos poden se ceràmiques) i connectada a cents de pins metàl·lics que li permetràn interactuar amb el món exterior. Aquestes connexions es realitzen utilitzant filferros finissims, generalment d'or. Quan és necessari, la càpsula és proveïda d'un petit disparador tèrmic de metall, que servirà per a millorar la transferència de calor des de l'interior del xip microprocessador com els que equipen els ordinadors.
També s'estan desenvolupant alternatives al silici pur, tals com el carbur de silici. Aquest milloraria la conductivitat del material, permetent freqüències de rellotge intern majors; tot i que encara es troba en investigació.

### Altres materials
Tot i que la gran majoría de la producció de circuits integrats es basa en el silici no es pot ometre la utilització d'altres materials que son una l'aternativa tals com el germani i tampoc les investigacions actuals per a aconseguir fer operatiu un processador desenvolupat amb materials de característiques especials com el grafè o la molibdenita.